# Thienemanniella vittata
Thienemanniella vittata är en tvåvingeart som först beskrevs av Edwards 1924.  Thienemanniella vittata ingår i släktet Thienemanniella och familjen fjädermyggor. Arten är reproducerande i Sverige. Inga underarter finns listade i Catalogue of Life.